# 柳公權 (高麗)
柳公權（：／ Yu(Ryu) Gong-gwon；1132年—1196年），字正平，高麗王朝政治人物，也是武人政權唯一的文人掌權者柳璥之祖父。

## 生平
他是儒州人，輔佐高麗太祖的大臣柳車達的六世孫，自小好學，後來成為翼陽府錄事。高麗明宗年間遷任兵部郞中、右副承、右散騎常侍和同知樞密院事。
1195年（明宗二十五年），柳公權以病求辭職去位，但國王明宗喜歡他的文學造詣，勸他不要退下。次年（1296年）柳公權生病，親人送藥給他吃，他以「死生有命」而拒絕，明宗則拜他為政堂文學及參知政事。後來去世，年六十五，諡號文簡。
他有二子：柳澤和柳琛彥，柳琛彥任同知樞密院事；柳澤則是柳璥之父。